# 미국 대통령 선거 워싱턴 D.C.
이 문서는 미국 대통령 선거 워싱턴 D.C. 지역 데이터이다. 워싱턴 D.C.는 하나의 주가 아니며 또한 어느 주에도 속하지 않지만, 1961년에 제정된 미국 수정 헌법 제23조에 의해, 1964년 미국 제45회 대통령 선거부터 지금까지 대통령 선거에 참여했다.

## 데이터
| 회수 | 실시 연도 | 선거인단 수 | 1위              | 1위       | 1위     | 1위    | 2위                   | 2위       | 2위     | 2위    | 3위              | 3위         | 3위     | 3위    | 1위 당선 여부 | 비고 |
| 회수 | 실시 연도 | 선거인단 수 | 후보자 성명      | 소속 정당 | 득표 수 | 득표율 | 후보자 성명           | 소속 정당 | 득표 수 | 득표율 | 후보자 성명      | 소속 정당   | 득표 수 | 득표율 | 1위 당선 여부 | 비고 |
| ---- | --------- | ----------- | ---------------- | --------- | ------- | ------ | --------------------- | --------- | ------- | ------ | ---------------- | ----------- | ------- | ------ | ------------- | ---- |
| 45   | 1964년    | 3           | 린든 베인즈 존슨 | 민주당    | 169,796 | 85.50% | 배리 골드워터         | 공화당    | 28,801  | 14.50% | ?                | ?           | ?       | ?      | 당선          |      |
| 46   | 1968년    | 3           | 휴버트 험프리    | 민주당    | 139,566 | 81.82% | 리처드 닉슨           | 공화당    | 31,012  | 18.18% | ?                | ?           | ?       | ?      | 낙선          |      |
| 47   | 1972년    | 3           | 조지 맥거번      | 민주당    | 127,627 | 78.10% | 리처드 닉슨           | 공화당    | 35,226  | 21.56% | ?                | ?           | ?       | ?      | 낙선          |      |
| 48   | 1976년    | 3           | 지미 카터        | 민주당    | 137,818 | 81.63% | 제럴드 포드           | 공화당    | 27,873  | 16.51% | ?                | ?           | ?       | ?      | 당선          |      |
| 49   | 1980년    | 3           | 지미 카터        | 민주당    | 130,231 | 74.89% | 로널드 레이건         | 공화당    | 23,313  | 13.41% | 존 버야드 앤더슨 | 무소속      | 16,131  | 9.28%  | 낙선          |      |
| 50   | 1984년    | 3           | 월터 먼데일      | 민주당    | 180,408 | 85.38% | 로널드 레이건         | 공화당    | 29,009  | 13.73% | ?                | ?           | ?       | ?      | 낙선          |      |
| 51   | 1988년    | 3           | 마이클 두카키스  | 민주당    | 159,407 | 82.65% | 조지 허버트 워커 부시 | 공화당    | 27,590  | 14.30% | ?                | ?           | ?       | ?      | 낙선          |      |
| 52   | 1992년    | 3           | 빌 클린턴        | 민주당    | 192,619 | 84.64% | 조지 허버트 워커 부시 | 공화당    | 20,698  | 9.10%  | 로스 페로        | 무소속      | 9,681   | 4.25%  | 당선          |      |
| 53   | 1996년    | 3           | 빌 클린턴        | 민주당    | 158,220 | 85.19% | 밥 돌                 | 공화당    | 17,339  | 9.34%  | 랠프 네이더      | 미국 녹색당 | 4,780   | 2.57%  | 당선          |      |
| 54   | 2000년    | 3           | 앨 고어          | 민주당    | 171,923 | 85.16% | 조지 워커 부시        | 공화당    | 18,073  | 8.95%  | 랠프 네이더      | 미국 녹색당 | 10,576  | 5.24%  | 낙선          |      |
| 55   | 2004년    | 3           | 존 케리          | 민주당    | 202,970 | 89.18% | 조지 워커 부시        | 공화당    | 21,256  | 9.34%  | ?                | ?           | ?       | ?      | 낙선          |      |
| 56   | 2008년    | 3           | 버락 오바마      | 민주당    | 245,800 | 92.46% | 존 매케인             | 공화당    | 17,367  | 6.53%  | ?                | ?           | ?       | ?      | 당선          |      |
| 57   | 2012년    | 3           | 버락 오바마      | 민주당    | 267,070 | 90.91% | 밋 롬니               | 공화당    | 21,381  | 7.28%  | ?                | ?           | ?       | ?      | 당선          |      |
| 58   | 2016년    | 3           | 힐러리 클린턴    | 민주당    | 282,830 | 90.86% | 도널드 트럼프         | 공화당    | 12,723  | 4.09%  | 게리 존슨        | 자유당      | 4,906   | 1.58%  | 낙선          |      |
| 59   | 2020년    | 3           | 조 바이든        | 민주당    | 317,323 | 92.15% | 도널드 트럼프         | 공화당    | 18,586  | 5.40%  | ?                | ?           | ?       | ?      | 당선          |      |
| 60   | 2024년    | 3           | 카멀라 해리스    | 민주당    | 294,185 | 90.28% | 도널드 트럼프         | 공화당    | 21,076  | 6.47%  | ?                | ?           | ?       | ?      | 낙선          |      |

## 구별 데이터

1964년
1968년
1972년
1976년
1980년
1984년
1988년
1992년
1996년
2000년
2004년
2008년
2012년
2016년
2020년
2024년

## 같이 보기
- 미국 대통령 선거
- 미국 대통령 선거 워싱턴 D.C.
  - 1964년 미국 대통령 선거 워싱턴 D.C.
  - 1968년 미국 대통령 선거 워싱턴 D.C.
  - 1972년 미국 대통령 선거 워싱턴 D.C.
  - 1976년 미국 대통령 선거 워싱턴 D.C.
  - 1980년 미국 대통령 선거 워싱턴 D.C.
  - 1984년 미국 대통령 선거 워싱턴 D.C.
  - 1988년 미국 대통령 선거 워싱턴 D.C.
  - 1992년 미국 대통령 선거 워싱턴 D.C.
  - 1996년 미국 대통령 선거 워싱턴 D.C.
  - 2000년 미국 대통령 선거 워싱턴 D.C.
  - 2004년 미국 대통령 선거 워싱턴 D.C.
  - 2008년 미국 대통령 선거 워싱턴 D.C.
  - 2012년 미국 대통령 선거 워싱턴 D.C.
  - 2016년 미국 대통령 선거 워싱턴 D.C.
  - 2020년 미국 대통령 선거 워싱턴 D.C.
  - 2024년 미국 대통령 선거 워싱턴 D.C.